# 殘酷世界續集
《殘酷世界續集》（義大利語：Mal d'Africa）是一部1967年的電影，由斯塔尼斯劳·涅沃執導。
本片與《殘酷世界》沒有任何關係。

## 内容
这部电影展现了当今非洲的悲惨景象，極度贫穷和暴力的國度，迷信和怪誕的气氛盛行。